# Cleveland (Minnesota)
Pour les articles homonymes, voir Cleveland (homonymie).
La ville de Cleveland est située dans le comté de Le Sueur, dans l’État du Minnesota, aux États-Unis. Sa population s’élevait à 719 habitants lors du recensement de 2010, estimée à 699 habitants en 2016.

## Histoire
Cleveland a été établie en tant que village en 1854 et incorporée en tant que city en 1904.